# Itaberaba (tiểu vùng)
Itaberaba là một tiểu vùng thuộc bang Bahia, Brasil. Tiều vùng này có diện tích 16682 km², dân số năm 2007 là 247533 người.